# 범어사기·범어사창건사적·범어사고적판
범어사기·범어사창건사적·범어사고적판(梵魚寺紀·梵御寺創建史蹟·梵魚寺古蹟板)은 부산광역시 금정구에 있는 조선시대의 책판이다. 1999년 9월 3일 부산광역시의 유형문화재 제28호로 지정되었다.

## 개요
이 책판은 범어사의 창건에 관한 기록을 새긴 목판으로 모두 3종으로 되어있다. 
이 3종류의 문화재는 모두가 범어사의 창건과 유래, 중창의 과정, 그리고 가람의 위치에 관한 내용을 담고 있다.『범어사창건사적』은 동계라는 사람의 기록으로 쓰여있지만, 나머지 두 종류는 그 저자가 확실하지 않다. 
오래된 목판으로, 절의 창건과 관련된 귀중한 역사자료로 평가된다.

## 참고 문헌
- 범어사기·범어사창건사적·범어사고적판 - 국가유산청 국가유산포털